# Liste du patrimoine immobilier de la Côte-Nord
Cette liste recense les biens du patrimoine immobilier de la Côte-Nord inscrits au répertoire du patrimoine culturel du Québec. Cette liste est divisée par municipalité régionale de comté géographique.

## Caniapiscau
La MRC n'a pas de bien patrimonial.

## Le Golfe-du-Saint-Laurent
| Bien patrimonial                                       | Illustration               | Municipalité                        | Adresse | Coordonnées                         | No    | Constr. | Catégorie                                             | Rec.      | Notes |
| ------------------------------------------------------ | -------------------------- | ----------------------------------- | ------- | ----------------------------------- | ----- | ------- | ----------------------------------------------------- | --------- | ----- |
| Chapelle Sainte-Anne-de-l'Île-Providence               | Image manquante Téléverser | Côte-Nord-du-Golfe-du-Saint-Laurent |         | 50° 36′ 51″ nord, 59° 13′ 41″ ouest | 93641 | 1895    | Immeuble patrimonial classé Immeuble patrimonial cité | 2016 1995 |       |
| Site archéologique du Poste-de-Nétagamiou              | Image manquante Téléverser | Côte-Nord-du-Golfe-du-Saint-Laurent |         | 50° 28′ 45″ nord, 59° 35′ 17″ ouest | 92726 |         | Site patrimonial classé                               | 1974      |       |
| Site archéologique de l'Île-au-Bois                    | Blanc-Sablon               | Blanc-Sablon                        |         | 51° 23′ 22″ nord, 57° 08′ 23″ ouest | 92706 |         | Site patrimonial classé                               | 1989      |       |
| Site archéologique de la Rive-Ouest-de-la-Blanc-Sablon | Blanc-Sablon               | Blanc-Sablon                        |         | 51° 25′ 32″ nord, 57° 08′ 38″ ouest | 92707 |         | Site patrimonial classé                               | 1989      |       |
| Site patrimonial de Room's Point                       | Blanc-Sablon               | Blanc-Sablon                        |         | 51° 25′ 29″ nord, 57° 08′ 17″ ouest | 92721 |         | Site patrimonial classé                               | 1989      |       |

## La Haute-Côte-Nord
| Bien patrimonial                                   | Illustration               | Municipalité     | Adresse                     | Coordonnées                         | No     | Constr. | Catégorie                                                                            | Rec.           | Notes |
| -------------------------------------------------- | -------------------------- | ---------------- | --------------------------- | ----------------------------------- | ------ | ------- | ------------------------------------------------------------------------------------ | -------------- | ----- |
| Ancienne église anglicane de Forestville           | Image manquante Téléverser | Forestville      | 2e Rue                      | 48° 44′ 14″ nord, 69° 04′ 13″ ouest | 98957  | 1948    | Immeuble patrimonial cité                                                            | 2004           |       |
| Arboriduc                                          | Forestville                | Forestville      |                             | 48° 44′ 22″ nord, 69° 03′ 37″ ouest | 110681 | 1943    | Immeuble patrimonial cité                                                            | 2007           |       |
| Site archéologique rupestre de Pepeshapissinikan   | Image manquante Téléverser | Lac-au-Brochet   |                             | à géolocaliser                      | 93286  |         | Site patrimonial classé                                                              | 2001           | [ 2 ] |
| Site archéologique des Basques-de-l'Anse-à-la-Cave | Image manquante Téléverser | Les Bergeronnes  | Rang 1                      | 48° 17′ 08″ nord, 69° 26′ 56″ ouest | 98954  |         | Site patrimonial classé                                                              | 2008           |       |
| Sites archéologiques de la Pointe-à-John           | Image manquante Téléverser | Les Bergeronnes  | Rue de la Mer               | 48° 13′ 49″ nord, 69° 33′ 02″ ouest | 92521  |         | Site patrimonial classé                                                              | 1983           |       |
| Église de Sainte-Anne                              | Image manquante Téléverser | Portneuf-sur-Mer | Rue de Monseigneur-Bouchard | 48° 37′ 04″ nord, 69° 06′ 01″ ouest | 107987 | 1925    | Immeuble patrimonial cité                                                            | 2006           |       |
| Site du patrimoine de Sacré-Cœur                   | Sacré-Cœur                 | Sacré-Cœur       | Rang 1                      | 48° 13′ 58″ nord, 69° 48′ 06″ ouest | 98996  |         | Site patrimonial cité                                                                | 2004           |       |
| 141, rue du Bateau-Passeur                         | Image manquante Téléverser | Tadoussac        | 141, rue du Bateau-Passeur  | 48° 08′ 35″ nord, 69° 43′ 26″ ouest | 213934 |         | Immeuble patrimonial cité                                                            | 2019           |       |
| Chapelle de Tadoussac                              | Tadoussac                  | Tadoussac        | 169, rue du Bord-de-l'Eau   | 48° 08′ 31″ nord, 69° 42′ 55″ ouest | 92892  | 1750    | Immeuble patrimonial classé Aire de protection délimitée Immeuble patrimonial classé | 1999 2004 1965 |       |
| Maison Molson-Beattie                              | Image manquante Téléverser | Tadoussac        | 145, rue du Bateau-Passeur  | 48° 08′ 36″ nord, 69° 43′ 25″ ouest | 214426 |         | Immeuble patrimonial cité                                                            | 2019           |       |

## Manicouagan
| Bien patrimonial                    | Illustration               | Municipalité | Adresse              | Coordonnées                         | No     | Constr.     | Catégorie                                             | Rec.      | Notes |
| ----------------------------------- | -------------------------- | ------------ | -------------------- | ----------------------------------- | ------ | ----------- | ----------------------------------------------------- | --------- | ----- |
| Église Saint-Andrew et Saint-George | Image manquante Téléverser | Baie-Comeau  | avenue Carleton      | 49° 13′ 05″ nord, 68° 08′ 44″ ouest | 165710 | 1937 à 1938 | Immeuble patrimonial cité                             | 2023      |       |
| Église Sainte-Amélie                | Baie-Comeau                | Baie-Comeau  | 36, avenue Marquette | 49° 13′ 09″ nord, 68° 08′ 51″ ouest | 93441  | 1940        | Immeuble patrimonial classé Immeuble patrimonial cité | 2017 2001 |       |
| Phare de Pointe-des-Monts           | Baie-Trinité               | Baie-Trinité |                      | 49° 19′ 32″ nord, 67° 22′ 00″ ouest | 92571  | 1830        | Immeuble patrimonial classé                           | 1965      |       |

## Minganie
| Bien patrimonial                         | Illustration                              | Municipalité                               | Adresse          | Coordonnées                         | No     | Constr. | Catégorie                                                | Rec.           | Notes |
| ---------------------------------------- | ----------------------------------------- | ------------------------------------------ | ---------------- | ----------------------------------- | ------ | ------- | -------------------------------------------------------- | -------------- | ----- |
| Maison Johan-Beetz                       | Baie-Johan-Beetz                          | Baie-Johan-Beetz                           | Route 138        | 50° 17′ 20″ nord, 62° 48′ 21″ ouest | 92401  | 1899    | Immeuble patrimonial classé                              | 1979           |       |
| Site patrimonial de l'Archipel-de-Mingan | Havre-Saint-PierreLongue-Pointe-de-Mingan | Havre-Saint-Pierre Longue-Pointe-de-Mingan |                  | 50° 12′ 10″ nord, 63° 28′ 47″ ouest | 93529  |         | Site patrimonial déclaré                                 | 1978           |       |
| Four à chaux de Baie-Sainte-Claire       | Image manquante Téléverser                | L'Île-d'Anticosti                          |                  | 49° 53′ 53″ nord, 64° 29′ 32″ ouest | 92922  | 1897    | Immeuble patrimonial classé Immeuble patrimonial reconnu | 2012 2010 1976 |       |
| Propriété de la famille Vigneault        | Image manquante Téléverser                | Natashquan                                 | Allée des Galets | 50° 11′ 01″ nord, 61° 49′ 07″ ouest | 117949 |         | Immeuble patrimonial cité                                | 2008           |       |
| Site patrimonial des Galets              | Natashquan                                | Natashquan                                 |                  | 50° 10′ 54″ nord, 61° 49′ 26″ ouest | 98891  |         | Site patrimonial classé                                  | 2006           |       |

## Sept-Rivières
| Bien patrimonial          | Illustration               | Municipalité | Adresse                              | Coordonnées                         | No     | Constr. | Catégorie                 | Rec. | Notes |
| ------------------------- | -------------------------- | ------------ | ------------------------------------ | ----------------------------------- | ------ | ------- | ------------------------- | ---- | ----- |
| Église de Saint-Alexandre | Image manquante Téléverser | Port-Cartier | 55, boulevard du Portage-des-Mousses | 50° 01′ 40″ nord, 66° 51′ 27″ ouest | 165838 |         | Immeuble patrimonial cité | 2020 |       |